# Bernard Marie Fansaka Biniama
Bernard Marie Fansaka Biniama (ur. 29 czerwca 1959 w Misay) – kongijski duchowny rzymskokatolicki, biskup diecezjalny Popokabaka od 2020.

## Życiorys
Bernard Marie Fansaka Biniama urodził się 29 czerwca 1959 w Misay w prowincji Bandundu. Ukończył Niższe Seminarium św. Karola Lwangaa w Katende. Studiował w Międzydiecezjalnym Wyższym Seminarium Duchownym św. Augustyna w Kalondzie; filozofię: 1980–1983; teologię: 1983–1987. W 1994 uzyskał licencjat z teologii biblijnej, a następnie doktorat (1998–2001) w Catholique de Yaoundé (Kamerun). Święcenia prezbiteratu przyjął 21 lutego 1988.
W latach 1981–1991: wykładał w Niższym Seminarium św. Karola Lwangaa, następnie uczęszczał do Facultés Catholiques de Kinshasa (obecnie UCC – Université Catholique du Congo).
Po święceniach piastował następujące stanowiska: 1994–1998: wykładowca w Wyższym Seminarium Duchownym św. Cypriana w Kikwit; 2003–2016: proboszcz w Notre Dame du Rosaire w Bandundu-Ville; 2003–2020: założyciel i dyrektor Centre des Etudes Ethnologiques et Sociologiques de Bandundu (CEESBA) w Bandundu-Ville; 2006–2020: moderator duchowieństwa diecezjalnego; 2008–2020: sekretarz prowincjalny Komisji Polityczno-Społecznej Zgromadzenia Episkopatu prowincji kościelnej Kinszasy; 2018–2020: rezydent i formator Międzydiecezjalnego Seminarium Filozoficznego w Kalonda oraz wykładowca w Wyższym Seminarium Duchownym św. Cypriana w Kikwit.
29 czerwca 2020 papież Franciszek prekonizował go biskupem diecezjalnym Popokabaka. 23 sierpnia 2020 otrzymał święcenia biskupie na placu przed katedrą w Popokabaka, a także odbył ingres do katedry św. Rodziny. Głównym konsekratorem był kardynał Fridolin Ambongo – arcybiskup metropolita Kinszasy, zaś współkonsekratorami kardynał Laurent Monsengwo Pasinya, emerytowany metropolita Kinszasy, i Jean-Pierre Kwambamba, biskup diecezjalny Kenge.